# Oplegnathus peaolopesi
Oplegnathus peaolopesi is een straalvinnige vissensoort uit de familie van oplegnathiden (Oplegnathidae). De wetenschappelijke naam van de soort is voor het eerst geldig gepubliceerd in 1947 door Smith.